# عارف نیفتولایف
عارف نیفتولایف (ترکی آذربایجانی: Arif Niftullayev; ۵ مارس ۱۹۵۳ – ۲۰۰۰) کشتی‌گیر فرنگی آذری‌تبار اهل شوروی بود.
وی همچنین برندهٔ جوایزی همچون قهرمان ورزشی اتحاد شوروی شده‌است.